# 2020년 안동 산불
2020년 안동 산불(2020安東川山)은  경상북도 안동시 풍천면 인금리 인근 야산에서 발생한 산불이다.

## 피해 규모
2020년 4월 25일 오후 경상북도 안동시 남후면 단호리 등 일부 마을에 산불이 덮쳐 민가 4채가 화재로 피해 입으면서 불이 덮친 마을에서는 주민들이 긴급 대피 불이 덮친 마을에서는 주민들이 긴급 대피하였다. 한국철도공사는 오후 9시부터 안동역 ~ 의성역 열차 운행을 일시 중지하였다. 한편 인근에 있는 유네스코 세계유산 병산서원(屛山書院)도 화재 위험에 노출되어 있어 문화재 보호에도 비상이 걸렸다.한국도로공사는 오후 5시 40분에 중앙고속도로 남안동IC∼서안동IC 구간 양방향 차량 운행을 차단하였다.

## 같이 보기
- 2020년 춘천 산불
- 2020년 인천 산불
- 2020년 고성 산불